# Убивство в космосі
«Убивство в космосі» (англ. Murder in Space) — фантастичний трилер.

## Сюжет
Недалеке майбутнє. Екіпаж міжнародного космічного польоту знаходяться на зворотньому шляху з Марса на Землю. Раптом на кораблі відбувається вибух і незабаром хтось починає вбивати членів єкіпажу. Команді корабля забороняють повертатися на Землю, поки вбивця не буде спійманий.

## У ролях
- Вілфорд Брімлі — доктор Ендрю МакКалістер
- Майкл Айронсайд — капітан Ніл Бреддок
- Мартін Болсам — Олександр Ростов
- Дамір Андрей — полковник Олександр Калсінов
- Том Батлер — майор Курт Штайнер
- Венді Крюсон — Ірен Тремейн
- Скот Дентон — Девід Тремейн
- Пітер Дворскі — Мітч Карліно
- Лео Ілйал — доктор Філіп Бердокс
- Алан Джордан — Джеффрі Кілбрайд
- Ян Рубес — Григорій Денаренко
- Кеті Ширріфф — Ольга Денаренко
- Кейт Троттер — Памела Купер
- Нерен Вірджин — доктор Маргарет Лі
- Альберта Вотсон — Домініка Мастеллі
- Тімоті Веббер — Гай Стерлінг
- Артур Хілл — віце-президент
- Алан С. Петерсон — Васильєв
- Кейт Лінч — Елеонора
- Глорія Карлін — Діна Грінберг
- Беррі Флетмен — Рорк
- Річард Блекберн — капітан
- Вінс Меткалф — Дженнер
- Том Мейсек — заступник
- Шеріл Вілсон — репортер
- Зік Вілсон — чоловік
- Дейв Девалл — диктор ТБ
- Марго Фінлі — технік
- Марк Гомес — технік
- Кларк Джонсон — технік
- Білл Лейк — технік

## Виробництво
Коли фільм транслювався вперше на кабельній мережі Showtime, закінчення не показали. Глядачам запропонували грошові призи, якщо ті змогли б ідентифікувати вбивцю.